# Дизенгоф (улица)
Улица Дизенгоф (ивр. רחוב דיזנגוף‎) — улица в Тель-Авиве. Рассекает город с севера на юг, одна из главных улиц города.
Названа в честь одного из основателей города Меира Дизенгофа.
Начинается от улицы Ибн-Габироля, идёт в западном направлении, затем поворачивает на север и идёт параллельно улице Бен-Иегуды.
Центром района улицы Дизенгоф можно считать площадь Дизенгоф, названную в честь жены М. Дизенгофа — Зины (Цини) Дизенгоф.
Является важной частью транспортного сообщения между исторической частью Тель-Авива и портом.
Появилась в 1934 году, исторически являлась центром притяжения городской богемы, на ней всегда располагалось много разных заведений, в частности кафе Касит, куда захаживали Натан Альтерман, Хаим Гури, Моше Шамир, Хана Ровина и Йосеф Зарицкий. Ещё можно назвать такие заведения, как Арарат, Кофе Равеля, Снег Ливана и другие.
Как культурный центр столицы достигает своего пика на рубеже 1950—1960-х годах, в последующем это значение данного района несколько ослабевает. В 1990-е годы здесь случались трагические события, так 19 октября 1994 года террорист взорвал автобус 5 маршрута, погибли 22 человека. На месте нападения террористов установлен мемориальный знак.
В 2000-х годах возрождается мода на улицу Дизенгоф.
Об улице в 1979 году кинорежиссёром Ави Нешером снят фильм Дизенгоф-99.